# 359

## Родени
- Грациан, римски император
- Стилихон, римски военачалник.